# Savoia-Marchetti SM.84
Савоя-Маркетти SM.84 (итал. Savoia-Marchetti SM.84) — итальянский бомбардировщик-торпедоносец. Разработан конструкторами фирмы Savoia-Marchetti. Серийное производство самолёта осуществлялось с конца 1940 года по 1943 год. Вместе с модификацией SM.84bis было выпущено 256 самолётов.
Первый полёт был совершён 5 июня 1940 года. С конца 1940 года началось серийное производство. Первый боевой вылет совершён 2 февраля 1941 года с авиабазы в регионе Апулия (итал. Rodi Garganico). Самолёт активно применялся итальянскими ВВС на Средиземноморском ТВД с весны 1941 по лето 1943 гг. Из-за того, что нёс значительные потери, в том числе и из-за технических неисправностей, начиная с осени 1942 года постепенно снимался с вооружения. Часть самолётов были переоборудованы в транспортные. В 1942-43 гг. 10 самолётов SM.84bis были переданы Словацким воздушным силам.

## Модификации
SM.84bisНесколько небольших изменений конструкции.
SM.84ter1 самолёт, построенный в 1944 году с двигателями Piaggio P.XII (1500 л.с. / 119 кВт), скорость более 500 км/ч. Сгорел после неудачной посадки в 1946 году.

## Тактико-технические характеристики
Источник данных: Самолёты второй мировой войны 

Технические характеристики
- Экипаж: 5 человек
- Длина: 17,93 м
- Размах крыла: 21,13 м
- Высота: 4,5 м
- Площадь крыла: 60,8 м²
- Масса пустого: 8847 кг
- Нормальная взлётная масса: 13 288 кг
- Силовая установка: 3 ×  Piaggio P.XI RC 40
- Мощность двигателей: 3 × 960 л.с.

Лётные характеристики
- Максимальная скорость: 428 км/ч у земли
- Крейсерская скорость: 397 км/ч
- Практическая дальность: 2040 м
- Практический потолок: 7900 м

Вооружение
- Стрелково-пушечное: 4 × 12,7 мм пулемёта Breda-SAFAT
- Боевая нагрузка: 2000 кг бомб или 2 торпеды

## Эксплуатанты
Италия
- Regia Aeronautica
- Республиканская Национальная Авиация (ит. Aeronautica Nazionale Repubblicana): 10 самолётов.
- Aeronautica Cobelligerante Italiana: 6 машин.
- ВВС Италии: 1 S.M.84ter, списан в октябре 1946 года после аварии.

 Нацистская Германия
- Люфтваффе

 Словацкая республика (1939—1945)
- ВВС Словакии: 10 (по другим данным 6-7) самолётов
- Партизанские военно-воздушные силы Словакии: 2 самолёта, во время восстания не использовались.